# Ross (Ohio)
Ross – jednostka osadnicza w Stanach Zjednoczonych, w stanie Ohio, w hrabstwie Butler.